# Boj za Novi Farkašić (dokumentarni film)
Boj za Novi Farkašić je hrvatski dokumentarni film iz 2017. godine u proizvodnji HRT-a o bitci za Novi Farkašić 17. listopada 1991. godine. Redatelj je Zdravko Mustać, izvršna producentica Sunčana Hrvatin Kunić, scenarist Tomislav Šulj, direktor fotografije Mario Britvić, skladatelj Matej Meštrović, snimatelji bespilotnom letjelicom Branko Drakulić i Vladimir Franjić, montažerka Anita Jovanov.
Film prikazuje događaje nakon što su listopada 1991. zrakoplovi JNA napali Banske dvore u pokušaju atentata na hrvatskog predsjednika Franju Tuđmana. Uslijedili su pojačani napadi na svim bojišnicama, posebno na Banovini. Nakon pada Petrinje i Topuskoga, nakon pada Viduševca, velikosrpski agresor osvajao je sela jedno za drugim, i crta bojišnice se povlačila prema Pokupskom.
JNA je planirala prijeći Kupu čime bi se otvorio koridor ka Velikoj Gorici, odnosno Zagrebu. Hrvatski branitelji, domicilni i malobrojni gardisti Prve satnije 2. brigade ZNG-a zvani Crne mambe utvrdili se u Novome Farkašiću 17. listopada 1991. godine. Izdržali su redom zrakoplovni, topnički i kombinirano tenkovsko-pješački napad koji je trajao cijeli dan. Brojčano obilato nadmoćniji velikosrpski agresor napadao je iz smjera Vratečkog i Donjih Mokrica. Agresora su porazili, onesposobivši mu više tenkova i borbenih vozila i iz stroja izbacili veliki broj pješaka. Branitelji su zatim izvidili neprijateljske pričuvne položaje odakle su agresori spremali novi napad. Malobrojni hrvatski branitelji izvršili su smjeli protunapad natjeravši protivnika u panični bijeg, nanijevši mu nove velike gubitke. Pobjeda kod Novoga Farkašića zaustavila je daljnji prodor velikosrpskoga agresora na Banovini. Ova se veličanstvena pobjeda danas se obilježava kao Dan branitelja Sisačko-moslavačke županije.